# Куэцала-дель-Прогресо (муниципалитет)
Куэцала-дель-Прогресо (исп. Cuetzala del Progreso) — муниципалитет в Мексике, штат Герреро, с административным центром в одноимённом городе. Численность населения, по данным переписи 2010 года, составила 9 166 человек.

## Общие сведения
Название Cuetzala с языка науатль можно перевести как вода из рощи; вторая часть названия — Progreso с испанского языка переводится — прогресс.
Площадь муниципалитета равна 373 км², что составляет 0,59 % от площади штата. Он граничит с другими муниципалитетами Герреро: на севере с Телолоапаном, на востоке с Кокулой, на юге с Эдуардо-Нери и Хенераль-Элиодоро-Кастильо, и на западе с Апастлой.

## Учреждение и состав
Муниципалитет был образован 1 мая 1874 года, в его состав входит 24 населённых пункта, самые крупные из которых:

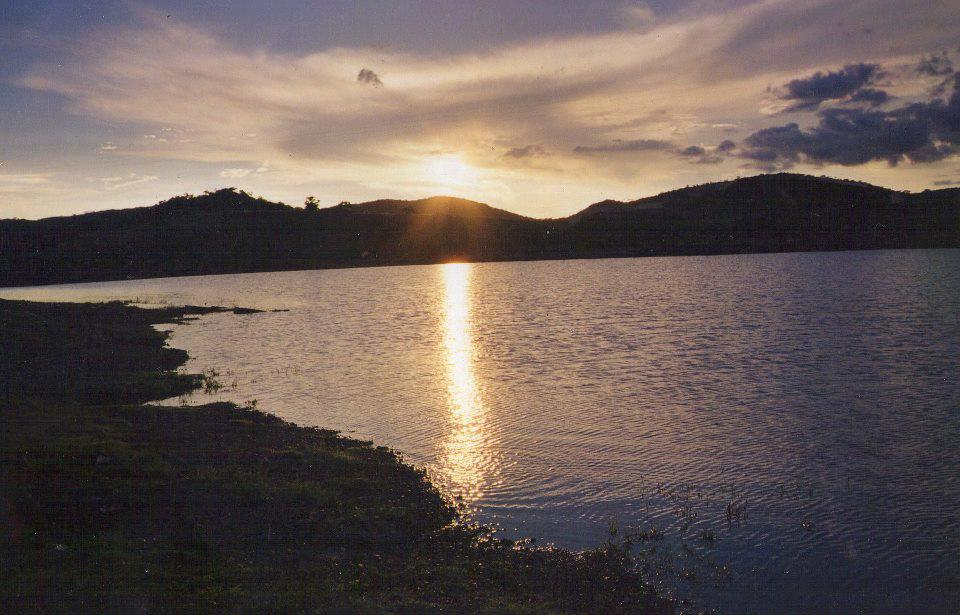
Лагуна Техерия

| Код INEGI | Населённый пункт                                                            | Численность населения (2005 год) | Численность населения (2010 год) |
| 026       | Всего                                                                       | 8 876                            | 9 166                            |
| 0001      | Куэцала-дель-Прогресо (исп. Cuetzala del Progreso) (административный центр) | 2 276                            | 2 319                            |
| 0006      | Чилакачапа (исп. Chilacachapa)                                              | 1 995                            | 1 982                            |
| 0003      | Апетланка (исп. Apetlanca)                                                  | 963                              | 969                              |
| 0014      | Тьянкисолько (исп. Tianquizolco)                                            | 864                              | 877                              |
| 0015      | Тлакакипа (исп. Tlacaquipa)                                                 | 633                              | 757                              |
| 0005      | Куахилотла (исп. Cuaxilotla)                                                | 543                              | 540                              |
| 0002      | Ауахотитла (исп. Ahuaxotitla)                                               | 500                              | 530                              |

## Экономическая деятельность
По статистическим данным 2000 года, работоспособное население занято по секторам экономики в следующих пропорциях: сельское хозяйство, скотоводство и рыбная ловля — 56,4 %, промышленность и строительство — 17,2 %, сфера обслуживания и туризма — 24,2 %.

## Инфраструктура
По статистическим данным 2010 года, инфраструктура развита следующим образом:

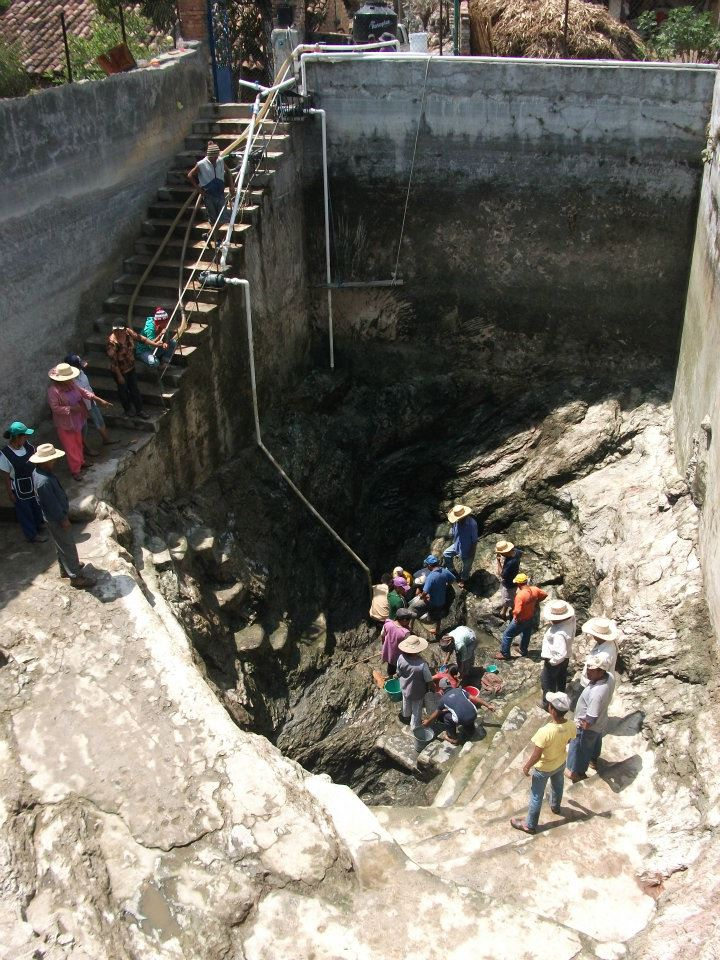
Водный источник в Чилакачапе

- электрификация: 96,7 %;
- водоснабжение: 31,4 %;
- водоотведение: 68,3 %.

## Туризм
Основные достопримечательности:
- монумент в честь Бенито Хуареса;
- исторические фрески Куэцалы.